# منطقه یاسامال

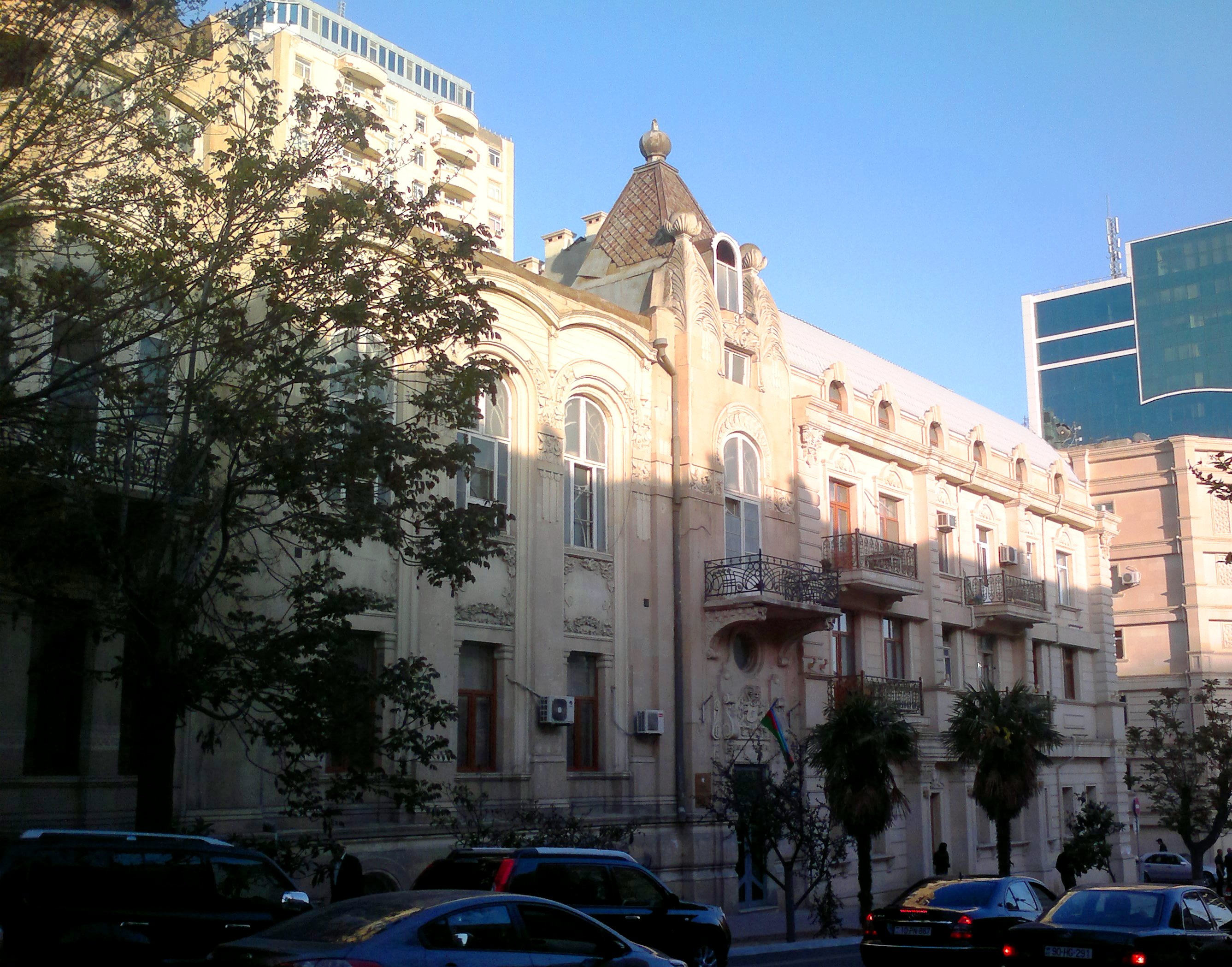
ساختمان شهرداری یاسامال رایون در خیابان ۱۲ جعفر جبارلی

رایون یاسامال یکی از رایون‌های شهر باکو، پایتخت جمهوری آذربایجان است. مساحت آن ۱۶٫۲۲ کیلومتر مربع و جمعیت آن ۲۴۵۹۰۰ نفر است.

## جغرافیا
این رایون یکی از مناطق مرکزی باکو است که در سال ۱۹۳۲ به عنوان واحد اداری منطقه، از جنوب با سابایل رایون (۳ کیلومتر)، از غرب با قره‌داغ رایون (۳٫۲ کیلومتر)، از شمال با منطقه بینه‌قدی (۲٫۸ کیلومتر) و نسیمی رایون (۵ کیلومتر) همسایگی دارد. از این ناحیه جاده‌ای به سوی دروازه کورت و ناحیه بادام‌دار و جهت جنوب می‌رود که جلوتر به جاده‌های باکو-قزاق و باکو-آستارا می‌رسد؛ همچنین از غرب به جاده‌های یاسامال نو-باکو و باکو-یالاما می‌رسد و از ناحیه بیله‌جری، جاده خروجی به سوی شهرستان قزاق و بزرگراه باکو-یالاما می‌رود.

## مردم
جمعیت این ناحیه ۲۴۵۹۰۰ نفر است و تراکم جمعیت آن ۱۵۱۶۰ نفر در هر متر مربع است. از این تعداد ۴۸٫۵٪ مرد و ۵۱٫۵٪ زن هستند. در این ناحیه ۸ مؤسسه آموزشی عالی، ۵ مؤسسه آموزشی متوسطه، ۴ آموزشگاه موسیقی، ۳۰ مهد کودک و ۲۸ مدرسه متوسطه (دبیرستان به همراه سالن ورزشی) وجود دارد. همچنین ۳۰۷۶ آموزگار در حال تدریس و ۲۹۶۴۳ دانش‌آموز در آن در حال تحصیل هستند.
ایستگاه‌های متروی نظامی، آکادمی علوم، انشائات‌چیلار و ۲۰ ژانویه در این منطقه جای دارند.

## شهرداری
این ناحیه توسط شهرداری بخش یاسامال اداره می‌شود. براساس ماده ۲۱۰٫۱ قانون انتخابات جمهوری آذربایجان، چند عضو برای اعضای شهرداری‌های خودگردان محلی در حوزه‌های انتخابیه بر اساس سیستم اکثریت نسبی برگزیده می‌شوند.

## اقتصاد
یاسامال در یکی از مهم‌ترین مناطق مرکزی باکو جای دارد. ۹۱۵۳ بخش اقتصادی در این ناحیه وجود دارد و ۱۰۰۳۸۲ کارگر و خدمت‌کار در این ناحیه اقتصادی کار می‌کنند. میانگین حقوق ماهانه در این شرکت‌ها ۶۲۲٫۷ منات است.
شاخص‌های اقتصادی کلان منطقه یاسامال در سال ۲۰۱۷ به شرح زیر بود:
- کل حجم تولید صنعتی ۳۵۳٫۴۲۱ میلیون منات است.
- سرمایه‌گذاری در دارایی‌های ثابت به ۲۹۹٫۶۰۴ میلیون منات رسیده‌است.
- کارهای ساخت و نصب از کل سرمایه‌گذاری در دارایی‌های ثابت بالغ بر ۲۴۰٫۰۵۹ میلیون منات بوده‌است.
- حجم کار پیمانکاری انجام شده به‌تنهایی ۶۰۳٫۸۷۲ میلیون منات بود.
- حجم خدمات در بخش حمل و نقل به ۲۴۳۲٫۵۳۲ میلیون منات رسیده‌است.
- حجم خدمات اطلاعاتی و ارتباطی ۶۵۹٫۶۹۵ میلیون منات است.
- گردش مالی خرده‌فروشی ۲۶۶۵٫۶۷۴ میلیون منات است.
- خدمات پولی ارائه‌شده به جمعیت ۱۲۳۵٫۵۱۷ میلیون منات است.
- میانگین حقوق ماهیانه هر کارمند ۶۵۵٫۱ منات است.

در تاریخ ۱ ژانویه ۲۰۱۸، ظرفیت کل شماره تلفن اتصال یاسامال ۱۷۹٫۸۳۲ و تعداد شماره‌های مورد استفاده توسط جمعیت ۱۵۲٫۸۸۸ نفر است.